# 米爾福德科勒尼
米爾福德科勒尼（英語：Milford Colony）是位於美國蒙大拿州劉易斯與克拉克縣的普查規定居民點。

## 人口
根據2020年美國人口普查的數據，米爾福德科勒尼的面積為1.16平方千米，當中陸地面積為1.15平方千米，而水域面積為0.01平方千米。當地共有人口2人，而人口密度為每平方千米1.72人。